# Егоркин, Александр Васильевич
Александр Васильевич Егоркин (29 сентября 1918, Пиксанкино, Саратовская губерния — 11 марта 1992, Самара) — советский военнослужащий, участник Великой Отечественной войны, полный кавалер ордена Славы, разведчик; командир отделения взвода разведки 28-го гвардейского кавалерийского полка 6-й гвардейской кавалерийской дивизии 3-го гвардейского кавалерийского корпуса 2-го Белорусского фронта, гвардии красноармеец.

## Биография
Родился 29 сентября 1918 года в селе Пиксанкино (ныне — Шемышейского района Пензенской области) в крестьянской семье. Окончил Пензенский педагогический техникум. Работал учителем начальных классов в Бердском зерносовхозе Новосибирской области.
В Красной Армии с 1939 года. Службу проходил в танковой части в Забайкалье, получил специальность связиста. На фронте в Великую Отечественную войну с июля 1941 года. Боевое крещение принял под городом Лепель. Участвовал в Смоленском сражении, был тяжело ранен и надолго оказался в госпитале. Только в 1943 году вернулся на фронт. Участник Сталинградской и Курской битвы, освобождения Прибалтики, Польши.
Разведчик взвода разведки 28-го гвардейского кавалерийского полка гвардии красноармеец Александр Егоркин 25 июня 1944 года в составе взвода западнее города Богушевск Витебской области Белоруссии участвовал в атаке группы противника численностью до ста человек, в результате чего она почти полностью была уничтожена и пленена. За мужество и отвагу, проявленные в боях, 27 июля 1944 года гвардии красноармеец Егоркин Александр Васильевич награждён орденом Славы 3-й степени.
26-27 января 1945 года в бою у населённого пункта Громау, расположенного в 6-и километрах северо-восточнее города Вартенбург гвардии красноармеец Егоркин заменил выбывшего из строя командира отделения и с бойцами отразил вражескую контратаку; в бою за город Вартенбург Александр Егоркин уничтожил расчёт миномёта противника. За мужество и отвагу, проявленные в боях, 19 февраля 1945 года гвардии красноармеец Егоркин Александр Васильевич повторно награждён орденом Славы 3-й степени.
1-2 мая 1945 года в районе населённого пункта Небелин, расположенного в 9-и километрах северо-западнее города Перлеберг командир отделения взвода разведки 28-го гвардейского кавалерийского полка гвардии красноармеец Александр Егоркин вместе с бойцами захватил две легковые автомашины и другие трофеи, подавил ручной пулемёт и вывел из строя несколько вражеских солдат. За мужество и отвагу, проявленные в боях, 28 мая 1945 года гвардии красноармеец Егоркин Александр Васильевич награждён орденом Славы 2-й степени.
В декабре 1945 года А. В. Егоркин демобилизован. Жил в городе Куйбышев.
Указом Президиума Верховного Совета СССР от 1 октября 1968 года за образцовое выполнение заданий командования в боях с немецко-вражескими захватчиками Егоркин Александр Васильевич перенаграждён орденом Славы 1-й степени, став полным кавалером ордена Славы.
До ухода на заслуженный отдых А. В. Егоркин работал заместителем начальника отдела комплектации на заводе «Гидроавтоматика». Скончался 11 марта 1992 года. Похоронен в Самаре на кладбище «Рубежное».
Награждён орденами Отечественной войны 1-й степени, Славы 1-й, 2-й, 3-й степени, медалями.